# 内河畔圣马夏尔
内河畔圣马夏尔（法語：Saint-Martial-sur-Né，法語發音：[sɛ̃ maʁsjal syʁ ne]）是法国滨海夏朗德省的一个市镇，位于该省东部偏南，属于容扎克区。

## 地理
内河畔圣马夏尔（45°34'55"N, 0°21'52"W）面积11.6 平方千米，位于法国新阿基坦大区滨海夏朗德省，该省份为法国西部滨海省份，北起旺代省，西临大西洋，南至吉倫特省，东南接多爾多涅省，东北接德塞夫勒省接壤，东临夏朗德省。
与内河畔圣马夏尔接壤的市镇（或旧市镇、城区）包括：萨勒当格勒、塞勒、热尔米尼亚克、雅纳克香槟、隆扎克。

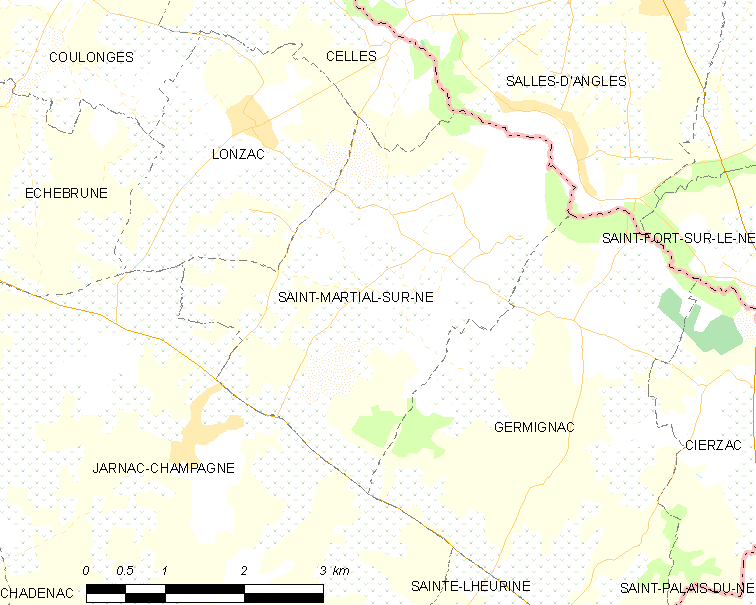
内河畔圣马夏尔的OSM定位图

内河畔圣马夏尔的时区为UTC+01:00、UTC+02:00（夏令时）。

## 行政
内河畔圣马夏尔的邮政编码为17520，INSEE市镇编码为17364。

## 政治
内河畔圣马夏尔所属的省级选区为容扎克县。

## 人口

1962-2008年间内河畔圣马夏尔人口变化图示

内河畔圣马夏尔于2022年1月1日时的人口数量为428人。